# Arie Lems
Arie Johannes Lems (Rotterdam, 12 juni 1928 – Assendelft, 21 augustus 2003) was een Nederlandse PvdA-politicus.

## Familie
Lems was een zoon van Jan Martinus Lems, commissaris van politie in Rotterdam, en Maria Jacoba de Graaff. Hij trouwde tweemaal, met A.J. (Anneke) Piersma en P.S.C. (Elly) van Rooijen. Lems kreeg twee dochters.

## Loopbaan
Lems studeerde economie aan de Nederlandse Economische Hogeschool te Rotterdam (1946-1955) en werd vervolgens secretaris van de Ammanstichting, een stichting ter bevordering van het onderwijs aan kinderen met ernstige spraak/taalmoeilijkheden (1955-1961). Hij was beleids- en bedrijfsadviseur van 1961 tot 1967.
In 1955 werd Lems lid van de PvdA. Hij werd penningmeester (1959-1965) en voorzitter (1965-1967) van de PvdA federatie Rotterdam. Lems werd verkozen tot lid van de Provinciale Staten van Zuid-Holland (1962-1967). Hij werd lid van de Rijnmondraad (1965-1967, 1970) en gemeenteraadslid van Rotterdam (1966-1974).

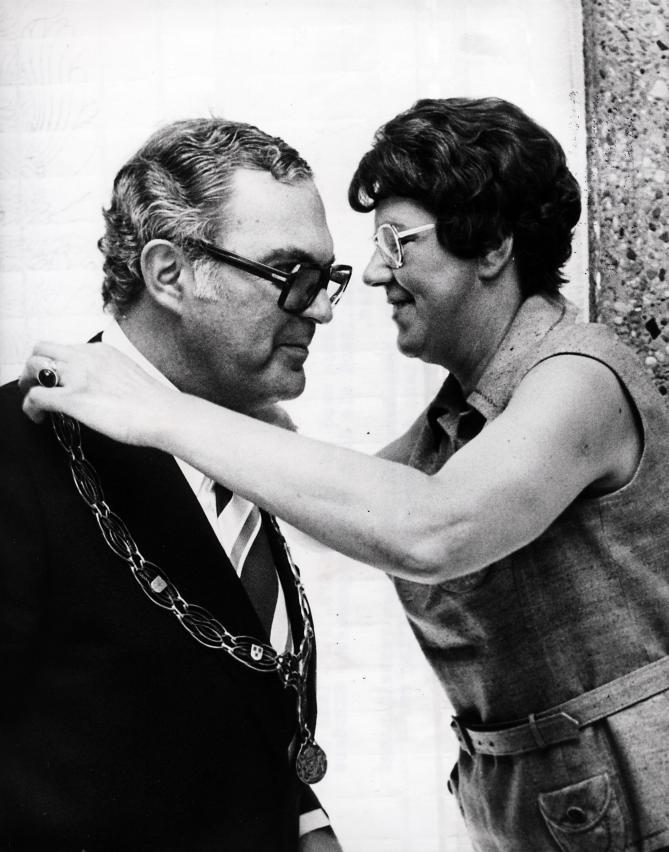
Installatie als burgemeester van Schiedam

Van 23 februari 1967 tot 16 augustus 1972 was hij lid van de Tweede Kamer der Staten-Generaal. In de Kamer was hij woordvoerder middenstandszaken, defensie en verkeer (zeehavens, scheepvaart) van de PvdA-fractie. Na zijn Kamerlidmaatschap werd hij directeur van Humanitas te Rotterdam (1972-1974).
Per 1 augustus 1974 werd Lems benoemd tot burgemeester van Schiedam, aansluitend in 1979 tot burgemeester van Zaanstad (1979-1988). Hij werd in 1988 benoemd tot ridder in de Orde van de Nederlandse Leeuw. In 1994 was hij een aantal maanden waarnemend burgemeester van Haarlemmermeer.
Lems overleed in 2003, op 75-jarige leeftijd.
Na zijn overlijden is in de Zaanstreek, vanuit de PvdA, een prijs vernoemd naar Arie Lems. Deze Arie Lems prijs werd om het jaar uitgereikt. Omdat de organisatie en betrokkenen van de prijs in staat wilden zijn meer structureel te kunnen bijdragen aan initiatieven die passen bij de visie van Lems is het Arie Lems fonds opgericht, waarbij onder anderen partijleden en familie van Lems betrokken zijn.
- Biografisch Portaal: 19871526
- Parlement.com: vg09ll2sw6qw